# Општина Салтиљо (Коавила)
Салтиљо (шп. Saltillo) општина је у Мексику у савезној држави Коавила. Општина се налази на надморској висини од 1560 м.

## Становништво
Према подацима из 2010. у општини је живело 725123 становника.

### Хронологија
| Година       | 2000                     | 2005                     | 2010                     |
| ------------ | ------------------------ | ------------------------ | ------------------------ |
| Становништво | 578046 (286939 / 291107) | 648929 (321593 / 327336) | 725123 (359366 / 365757) |

### Попис
| \| \| м \| \| \| ж \| \| 0—2 \| 20.424 \| \| \| 19.245 \| \| 3—5 \| 21.299 \| \| \| 20.779 \| \| 6—11 \| 43.649 \| \| \| 41.997 \| \| 12—14 \| 20.292 \| \| \| 19.697 \| \| 15—17 \| 21.389 \| \| \| 21.099 \| \| 18—24 \| 45.647 \| \| \| 44.625 \| \| 60+ \| 25.617 \| \| \| 29.832 \| \| Просек : \| 28,8 \| \| \| 29,7 \| |        |  |  |        |
| |        |  |  |        |
| | м      |  |  | ж      |
| 0—2 | 20.424 |  |  | 19.245 |
| 3—5 | 21.299 |  |  | 20.779 |
| 6—11 | 43.649 |  |  | 41.997 |
| 12—14 | 20.292 |  |  | 19.697 |
| 15—17 | 21.389 |  |  | 21.099 |
| 18—24 | 45.647 |  |  | 44.625 |
| 60+ | 25.617 |  |  | 29.832 |
| Просек : | 28,8   |  |  | 29,7   |

| #   | Индикатор                                                                                        | Вредност |
| --- | ------------------------------------------------------------------------------------------------ | -------- |
| 1   | Становништво од 0 до 2 године                                                                    | 39669    |
| 2   | Мушко становништво од 0 до 2 године                                                              | 20424    |
| 3   | Женско становништво од 0 до 2 године                                                             | 19245    |
| 4   | Становништво са 3 и више година                                                                  | 675168   |
| 5   | Мушко становништво са 3 и више година                                                            | 333797   |
| 6   | Женско становништво са 3 и више година                                                           | 341371   |
| 7   | Становништво са 5 и више година                                                                  | 646837   |
| 8   | Мушко становништво са 5 и више година                                                            | 319442   |
| 9   | Женско становништво са 5 и више година                                                           | 327395   |
| 10  | Становништво са 12 и више година                                                                 | 547444   |
| 11  | Мушко становништво са 12 и више година                                                           | 268849   |
| 12  | Женско становништво са 12 и више година                                                          | 278595   |
| 13  | Становништво са 15 и више година                                                                 | 507455   |
| 14  | Мушко становништво са 15 и више година                                                           | 248557   |
| 15  | Женско становништво са 15 и више година                                                          | 258898   |
| 16  | Становништво са 18 и више година                                                                 | 464967   |
| 17  | Мушко становништво са 18 и више година                                                           | 227168   |
| 18  | Женско становништво са 18 и више година                                                          | 237799   |
| 19  | Становништво од 3 до 5 година                                                                    | 42078    |
| 20  | Мушко становништво од 3 до 5 година                                                              | 21299    |
| 21  | Женско становништво од 3 до 5 година                                                             | 20779    |
| 22  | Становништво од 6 до 11 година                                                                   | 85646    |
| 23  | Мушко становништво од 6 до 11 година                                                             | 43649    |
| 24  | Женско становништво од 6 до 11 година                                                            | 41997    |
| 25  | Становништво од 8 до 14 година                                                                   | 97716    |
| 26  | Мушко становништво од 8 до 14 година                                                             | 49816    |
| 27  | Женско становништво од 8 до 14 година                                                            | 47900    |
| 28  | Становништво од 12 до 14 година                                                                  | 39989    |
| 29  | Мушко становништво од 12 до 14 година                                                            | 20292    |
| 30  | Женско становништво од 12 до 14 година                                                           | 19697    |
| 31  | Становништво од 15 до 17 година                                                                  | 42488    |
| 32  | Мушко становништво од 15 до 17 година                                                            | 21389    |
| 33  | Женско становништво од 15 до 17 година                                                           | 21099    |
| 34  | Становништво од 18 до 24 године                                                                  | 90272    |
| 35  | Мушко становништво од 18 до 24 године                                                            | 45647    |
| 36  | Женско становништво од 18 до 24 године                                                           | 44625    |
| 37  | Женско становништво од 15 до 49 година                                                           | 199836   |
| 38  | Становништво са 60 и више година                                                                 | 55449    |
| 39  | Мушко становништво са 60 и више година                                                           | 25617    |
| 40  | Женско становништво са 60 и више година                                                          | 29832    |
| 41  | Однос између мушкараца и жена                                                                    | 98.25    |
| 42  | Становништво од нуле до 14 година                                                                | 207382   |
| 43  | Становништво од 15 до 64 године                                                                  | 471097   |
| 44  | Становништво од 65 година и више                                                                 | 36358    |
| 45  | Просечан број деце                                                                               | 2.17     |
| 46  | Становништво рођено у ентитету                                                                   | 599012   |
| 47  | Мушко становништво рођено у ентитету                                                             | 296505   |
| 48  | Женско становништво рођено у ентитету                                                            | 302507   |
| 49  | Становништво рођено у другом ентитету                                                            | 111805   |
| 50  | Мушко становништво рођено у другом ентитету                                                      | 55573    |
| 51  | Женско становништво рођено у другом ентитету                                                     | 56232    |
| 52  | Становништво од 5 година и више резидентно у ентитету у јуну 2005. године                        | 625765   |
| 53  | Мушко становништво старосног доба од 5 година и више, резидентно у ентитету у јуну 2005. године  | 308226   |
| 54  | Женско становништво старосног доба од 5 и више година, резидентно у ентитету у јуну 2005. године | 317539   |
| 55  | Становништво од 5 година и више које је живело у другом ентитету у јуну 2005. године             | 15424    |
| 56  | Мушко становништво старије од 5 година које је живело у другом ентитету у јуну 2005. године      | 8149     |
| 57  | Женско становништво старије од 5 година које је живело у другом ентитету у јуну 2005. године     | 7275     |
| 58  | Становништво од 3 године и више које говори аутохтони језик                                      | 1722     |
| 59  | Мушко становништво старо 3 године и више које говори аутохтони језик                             | 977      |
| 60  | Женско становништво старо 3 године и више које говори аутохтони језик                            | 745      |
| 61  | Становништво од 3 године и више које говори аутохтони језик и не говори шпански језик            | 5        |
| 62  | Мушко становништво старо 3 године и више које говори аутохтони језик и не говори шпански         | 0        |
| 63  | Женско становништво старо 3 године и више које говори аутохтони језик и не говори шпански језик  | 5        |
| 64  | Становништво старо 3 године и више које говори аутохтони језик и шпански                         | 847      |
| 65  | Мушко становништво старо 3 године и више које говори аутохтони језик и шпански                   | 489      |
| 66  | Женско становништво старо 3 године и више које говори аутохтони језик и шпански                  | 358      |
| 67  | Становништво од 5 година и више које говори аутохтони језик                                      | 1696     |
| 68  | Становништво од 5 година и више које говори аутохтони језик и не говори шпански језик            | 5        |
| 69  | Становништво од 5 година и више које говори аутохтони језик и говори шпански језик               | 843      |
| 70  | Становништво у домородачким домаћинствима                                                        | 3447     |
| 71  | Становништво са ограничењима у активностима                                                      | 25303    |
| 72  | Становништво са ограниченим ходањем или кретањем, горе или доле                                  | 12433    |
| 73  | Становници са ограничењима вида, чак и уз кориштење сочива                                       | 8159     |
| 74  | Становништво са ограничењима говора, комуникације или конверзације                               | 2019     |
| 75  | Становништво са ограниченим слухом                                                               | 2776     |
| 76  | Становништво са ограничењима при одевању, купању или јелу                                        | 1363     |
| 77  | Становништво са ограничењима у опажању или учењу једноставних ствари                             | 1051     |
| 78  | Становништво са менталним ограничењима                                                           | 2464     |
| 79  | Становништво без ограничења активности                                                           | 686340   |
| 80  | Становништво од 3 до 5 година које не похађа школу                                               | 16815    |
| 81  | Мушко становништво од 3 до 5 година које не похађа школу                                         | 8552     |
| 82  | Женско становништво од 3 до 5 година које не похађа школу                                        | 8263     |
| 83  | Становништво од 6 до 11 година које не похађа школу                                              | 1483     |
| 84  | Мушко становништво од 6 до 11 година које не похађа школу                                        | 762      |
| 85  | Женско становништво од 6 до 11 година које не похађа школу                                       | 721      |
| 86  | Становништво од 12 до 14 година које не похађа школу                                             | 2134     |
| 87  | Мушко становништво од 12 до 14 година које не похађа школу                                       | 1085     |
| 88  | Женско становништво од 12 до 14 година које не похађа школу                                      | 1049     |
| 89  | Становништво од 15 до 17 година похађа школу                                                     | 29698    |
| 90  | Мушко становништво од 15 до 17 година похађа школу                                               | 14912    |
| 91  | Женско становништво између 15 и 17 година живота у школи                                         | 14786    |
| 92  | Становништво од 18 до 24 године похађа школу                                                     | 29422    |
| 93  | Мушко становништво од 18 до 24 године похађа школу                                               | 15628    |
| 94  | Женско становништво од 18 до 24 године похађа школу                                              | 13794    |
| 95  | Становништво од 8 до 14 година које не може да чита и пише                                       | 1162     |
| 96  | Мушко становништво старосног доба од 8 до 14 година које не може да чита и пише                  | 698      |
| 97  | Женско становништво старосног доби од 8 до 14 година које не може да чита и пише                 | 464      |
| 98  | Становништво од 15 година и више које је неписмено                                               | 10803    |
| 99  | Мушко становништво од 15 година и више које је неписмено                                         | 4628     |
| 100 | Женско становништво од 15 година и више које је неписмено                                        | 6175     |
| 101 | Становништво старо 15 и више година без школовања                                                | 13486    |
| 102 | Мушко становништво старо 15 и више година без школовања                                          | 6116     |
| 103 | Женско становништво старо 15 и више година без школовања                                         | 7370     |
| 104 | Становништво старосног доба 15 и више година са непотпуним основним образовањем                  | 32928    |
| 105 | Мушко становништво старосног доба од 15 година и више са непотпуном основним образовањем         | 14928    |
| 106 | Женско становништво старосног доба 15 и више година са непотпуном основним образовањем           | 18000    |
| 107 | Становништво старо 15 и више година са комплетним основним образовањем                           | 65890    |
| 108 | Мушко становништво старо 15 година и више са комплетним основним образовањем                     | 29440    |
| 109 | Женско становништво старо 15 и више година са комплетним основним образовањем                    | 36450    |
| 110 | Становништво старосног доба 15 и више година са непотпуним средњим образовањем                   | 21687    |
| 111 | Мушко становништво старосног доба од 15 година и више са непотпуним средњим образовањем          | 11702    |
| 112 | Женско становништво старосног доба од 15 година и више са непотпуним средњим образовањем         | 9985     |
| 113 | Становништво старо 15 и више година са пуним секундарном образовањем                             | 133079   |
| 114 | Мушко становништво старосног доба од 15 година и више са пуним секундарном образовањем           | 67133    |
| 115 | Женско становништво старосног доба од 15 година и више са пуним секундарном образовањем          | 65946    |
| 116 | Становништво старије од 18 година са постосновним образовањем                                    | 216022   |
| 117 | Мушко становништво старије од 18 година са постосновним образовањем                              | 109212   |
| 118 | Женско становништво старије од 18 година са постосновним образовањем                             | 106810   |
| 119 | Просечна оцена школовања                                                                         | 10.14    |
| 120 | Просечан ниво образовања мушке популације                                                        | 10.32    |
| 121 | Просечан ниво образовања женског становништва                                                    | 9.97     |
| 122 | Економски активно становништво                                                                   | 294645   |
| 123 | Економски активна мушка популација                                                               | 196035   |
| 124 | Економски активна женска популација                                                              | 98610    |
| 125 | Становништво које није економски активно                                                         | 250591   |
| 126 | Мушко становништво које није економски активно                                                   | 71626    |
| 127 | Женско становништво које није економски активно                                                  | 178965   |
| 128 | Запослено становништво                                                                           | 276819   |
| 129 | Запослено мушко становништво                                                                     | 182464   |
| 130 | Запослено женско становништво                                                                    | 94355    |
| 131 | Незапослена популација                                                                           | 17826    |
| 132 | Незапослена мушка популација                                                                     | 13571    |
| 133 | Незапослена женска популација                                                                    | 4255     |
| 134 | Становништво без права на здравствене услуге                                                     | 152253   |
| 135 | Становништво које има право на здравствене услуге                                                | 561054   |
| 136 | Становништво које има право на ИМСС                                                              | 433222   |
| 137 | Становништво које има право на социјално осигурање                                               | 53212    |
| 138 | Становништво које има право на државно социјално осигурање                                       | 3778     |
| 139 | Становништво које има право на опште осигурање или здравствено осигурање за нову генерацију      | 39242    |
| 140 | Становништво које је било једном или није било у браку током 12 година и више                    | 185820   |
| 141 | Венчано или уједињено становништво од 12 година и више                                           | 311030   |
| 142 | Становништво које је било у браку или уједињено 12 година и више                                 | 49073    |
| 143 | Становништво са католичком религијом                                                             | 615390   |
| 144 | Протестанти, еванђелисти и библијски следбеници различити од еванђелиста                         | 72360    |
| 145 | Становништво са другим религијама различитим од претходних                                       | 322      |
| 146 | Становништво без религије                                                                        | 22128    |
| 147 | Укупно пописаних домаћинства                                                                     | 184452   |
| 148 | Пописна домаћинства на челу са мушкарцима                                                        | 147222   |
| 149 | Пописна домаћинства на челу са женама                                                            | 37230    |
| 150 | Становништво у пописним домаћинствима                                                            | 713131   |
| 151 | Становништво у пописним домаћинствима на челу са мушкарцима                                      | 593173   |
| 152 | Становништво у пописним домаћинствима на челу са женама                                          | 119958   |
| 153 | Укупно домаћинстава                                                                              | 223973   |
| 154 | Укупно насељених домаћинстава                                                                    | 187801   |
| 155 | Укупно приватних кућа                                                                            | 220624   |
| 156 | Насељени приватни домови                                                                         | 184452   |
| 157 | Укупно насељених приватних кућа                                                                  | 187764   |
| 158 | Ненасељене приватне куће                                                                         | 29552    |
| 159 | Појединачна домаћинства за привремену употребу                                                   | 6620     |
| 160 | Становници у насељеним приватним кућама                                                          | 713131   |
| 161 | Насељеност станара у приватним становима                                                         | 3.87     |
| 162 | Просечно становника по соби у приватним насељеним домаћинствима                                  | 0.86     |
| 163 | Појединачна домаћинства са подовима од различитих материјала од земље                            | 181651   |
| 164 | Појединачна домаћинства у приземљу                                                               | 2081     |
| 165 | Појединачна домаћинства са једном спаваћом собом                                                 | 42048    |
| 166 | Појединачна домаћинства са две спаваће собе и више                                               | 141895   |
| 167 | Појединачна домаћинства са једним собом                                                          | 3446     |
| 168 | Појединачна домаћинства са две собе                                                              | 13301    |
| 169 | Појединачна домаћинства са 3 собе и више                                                         | 166933   |
| 170 | Појединачна домаћинства која имају електрично светло                                             | 183199   |
| 171 | Појединачна домаћинства која немају електрично светло                                            | 826      |
| 172 | Појединачна домаћинства која имају водоводну воду у стамбеном простору                           | 179316   |
| 173 | Појединачна домаћинства која немају водоводну воду у стамбеном простору                          | 4423     |
| 174 | Појединачна домаћинства која имају тоалет                                                        | 182273   |
| 175 | Појединачна домаћинства која имају канализацију                                                  | 180912   |
| 176 | Појединачна домаћинства која немају канализацију                                                 | 2644     |
| 177 | Појединачна домаћинства која имају електрично светло, довод воде из јавне мреже и канализацију   | 177014   |
| 178 | Појединачна домаћинства без икаквих услова                                                       | 588      |
| 179 | Појединачна домаћинства која имају радио                                                         | 157226   |
| 180 | Појединачна домаћинства која имају телевизор                                                     | 180523   |
| 181 | Појединачна домаћинства која имају фрижидер                                                      | 174730   |
| 182 | Појединачна домаћинства која имају машину за веш                                                 | 158079   |
| 183 | Појединачна домаћинства која имају аутомобил или комби                                           | 113945   |
| 184 | Појединачна домаћинства која имају рачунар                                                       | 70081    |
| 185 | Појединачна домаћинства која имају фиксну телефонску линију                                      | 97996    |
| 186 | Појединачна домаћинства која имају мобилни телефон                                               | 135762   |
| 187 | Појединачна домаћинства која имају приступ интернету                                             | 51251    |